# Línea Takahama

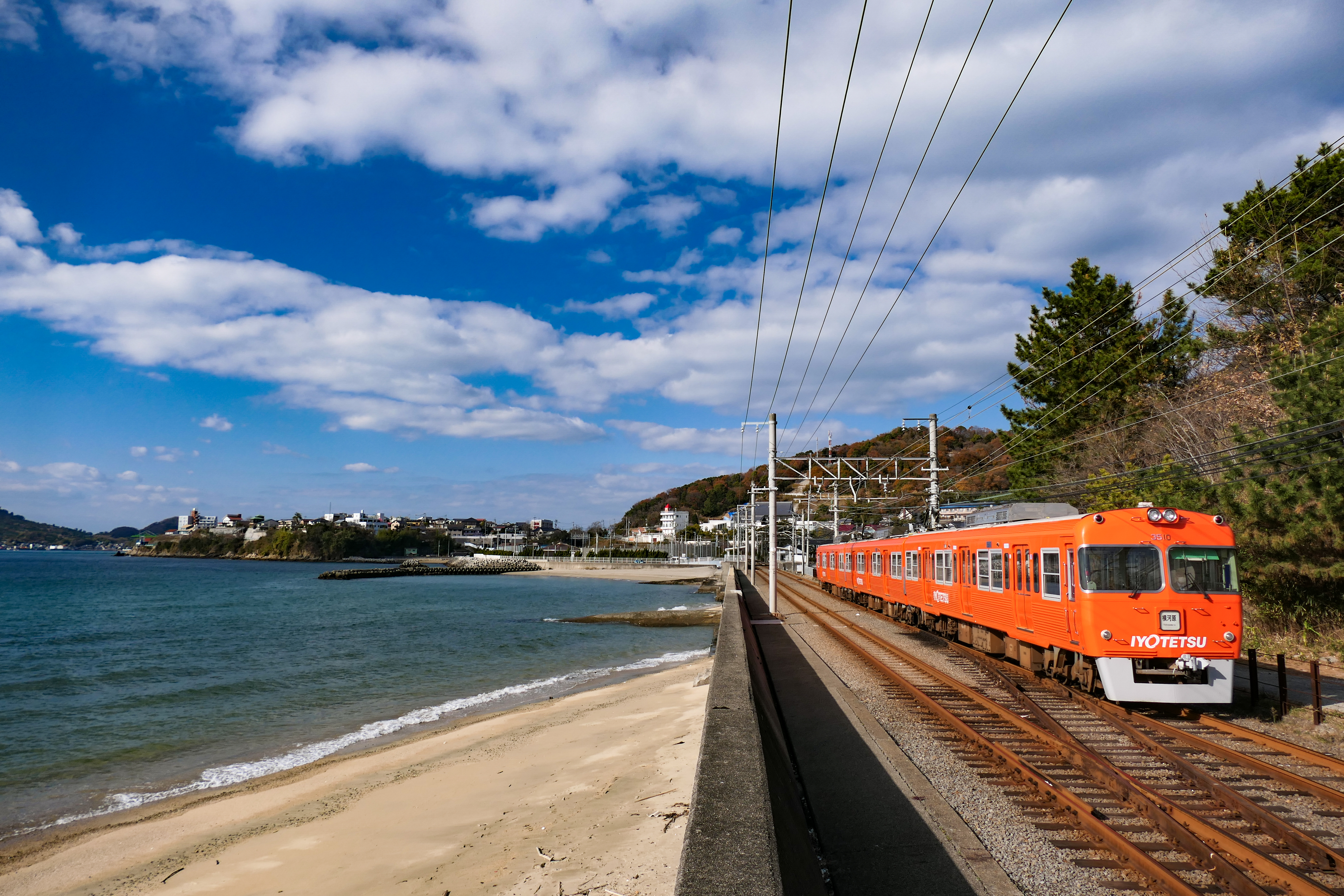
Tren Iyoetsu Series 3510 dirección Yokogawara en la línea Takahama

La línea Takahama (高浜線 Takahama-sen?), es una línea de ferrocarril local de Ferrocarril Iyo en la ciudad de Matsuyama, prefectura de Ehime. Se extiende entre las estaciones Takahama (高浜駅 Takahama-eki?) y Ciudad de Matsuyama.

## Características
La mayor parte de su recorrido cuenta con dos vías. En la estación Ciudad de Matsuyama se conecta en forma directa con la línea Yokogawara.
Fue la primera línea de ferrocarril de la región de Shikoku, inaugurándose en 1888. Fue inaugurado para facilitar la comunicación de la ciudad de Matsuyama con el puerto de Mitsuhama (三津浜港 Mitsuhama-kō?), uno de sus puertos secundarios. Posteriormente sería extendido hasta el puerto de Takahama (高浜港 Takahama-kō?).
Desde la estación Takahama (高浜駅 Takahama-eki?) hay servicios de autobuses que la comunican con el puerto turístico de Matsuyama (松山観光港 Matsuyama Kankō-kō?). Existe un proyecto para extender la línea Takahama hasta dicho puerto turístico, pero por razones de costo se encuentra estancada.

## Datos
- Distancia total: 9,4 km
- Ancho de vía: 1067mm
- Cantidad de estaciones: 10 (incluidas las cabeceras)
- Cantidad de vías
  - Tramo Baishinji～Ciudad de Matsuyama: vía doble
  - Tramo Takahama～Baishinji: vía única
- Electrificación: toda la línea (DC600V)

## Estaciones
Todas las estaciones se encuentran dentro de la ciudad de Matsuyama.
1. Estación Takahama (高浜駅 Takahama-eki?)
2. Estación Baishinji (梅津寺駅 Baishinji-eki?)
3. Estación Minatoyama (港山駅 Minatoyama-eki?)
4. Estación Mitsu (三津駅 Mitsu-eki?)
5. Estación Yamanishi (山西駅 Yamanishi-eki?)
6. Estación Nishi-Kinuyama (西衣山駅 Nishikinuyama-eki?)
7. Estación Kinuyama (衣山駅 Kinuyama-eki?)
8. Estación Komachi (古町駅 Komachi-eki?), combinación con las líneas urbanas Ōtemachi y Jōhoku.
9. Estación Ōtemachi (大手町駅 Ōtemachi-eki?), combinación con la línea urbana Ootemachi.
10. Estación Ciudad de Matsuyama (松山市駅 Matsuyamashi-eki?), combinación con las líneas locales Yokogawara y Gunchū, y la línea urbana Hanazono.

## Servicios
Solo cuenta con servicios comunes y la mayor parte de ellos se conecta en forma directa con la línea Yokogawara. Tiene una frecuencia de 15 minutos.

## Historia
- 1888: el 28 de octubre se inaugura el tramo comprendido entre las estaciones Mitsu y Ciudad de Matsuyama. Fue la primera línea de ferrocarril de la región de Shikoku y al momento de su inauguración tenía un ancho de vía de 762 mm, siendo la primera en Japón en utilizar la misma.
- 1889: el 20 de julio la estación Matsuyama pasa a llamarse estación Togawa (外側駅 Togawa-eki?), y la estación Mitsukuchi (三津口駅 Mitsukuchi-eki?) pasa a llamarse estación Komachi.
- 1892: el 1° de mayo se inaugura el tramo entre las estaciones Takahama y Mitsu.
- 1902: el 1° de junio la estación Sotogawa pasa a llamarse nuevamente estación Matsuyama.
- 1927: el 1° de marzo la estación Matsuyama pasa a denominarse estación Ciudad de Matsuyama.
- 1927: el 3 de abril se inaugura la estación Edomachi (江戸町駅 Edomachi-eki?).
- 1927: el 1° de noviembre se inauguran las estaciones Yamanishi y Kinuyama.
- 1931: el 1° de mayo toda la línea pasa a tener un ancho de vía de 1067 mm y se electrifica. Se inauguran las estaciones Baishinji y Minatoyama.
- 1931: el 8 de julio toda la línea pasa a tener dos vías.
- 1945: el 21 de febrero se deja de utilizar una de las vías para colaborar con la recolección de hierro que llevó adelante el Estado.
- 1952: el 1° de febrero el tramo entre las estaciones Baishinji y Mitsu pasa a tener dos vías nuevamente.
- 1953: el 1° de julio la estación Edomachi pasa a llamarse estación Ōtemachi.
- 1957: el 26 de diciembre el tramo entre las estaciones Kinuyama y Komachi pasa a tener dos vías nuevamente.
- 1963: el 1° de julio el tramo entre las estaciones Komachi y Ciudad de Matsuyama pasa a tener dos vías nuevamente.
- 1964: el 16 de julio el tramo entre las estaciones Mitsu y Kinuyama pasa a tener dos vías nuevamente.
- 1968: el 10 de junio se inaugura la estación Nishikinuyama (西衣山駅 Nishikinuyama-eki?).
- 1998: el 18 de julio se completa la elevación del tramo entre las estaciones Kinuyama y Komachi.